# Trichomycterus mboycy
Trichomycterus mboycy är en fiskart som beskrevs av Wolmar B. Wosiacki och Julio C. Garavello 2004. Trichomycterus mboycy ingår i släktet Trichomycterus och familjen Trichomycteridae. Inga underarter finns listade i Catalogue of Life.